# Шехтман, Павел Иосифович
Па́вел Ио́сифович Ше́хтман (род. 22 августа 1967, Москва) — российский гражданский активист, публицист, историк.

## Биография
Окончил Московский историко-архивный институт.
В августе 1991 года участвовал в обороне Белого дома. Работал в экспериментальной школе № 1321 «Ковчег» преподавателем, в издательстве «Доброе слово», сотрудничал с другими изданиями.
Принимал участие в протестных акциях, имеет более 40 административных задержаний и два административных ареста. В 2012 году стал участником группы гражданского неповиновения, которая при задержаниях в полном составе объявляла коллективную сухую голодовку, отказывалась представляться, предъявлять паспорта и подписывать любые протоколы, при этом отказываясь ссылаться на статью 51 Конституции России, а также не пользовались помощью адвокатов и членов ОНК. В числе этих лиц были Надежда Низовкина, Татьяна Стецура, Геннадий Строганов, Вера Лаврешина, Ирина Калмыкова, Татьяна Кадиева, Семён Колобаев. Данное поведение, отличавшееся от стандартного поведения задержанных, получила идейное обоснование.
Занимался градо- и экозащитой, сотрудничая с Коалицией в защиту Москвы. В июне 2010 года Шехтман участвовал в защите комплекса старинной застройки в столичном квартале Кадашёвская слобода. В 2011 году принимал активное участие в движении в защиту Химкинского леса. Неоднократно подвергался нападениям уголовников, нанятых производителем работ. В мае 2011 года после одного из нападений Шехтман был госпитализирован с переломом носа.
30 сентября 2014 года Кунцевский межрайонный отдел Следственного комитета возбудил в отношении Павла Шехтмана дело по пункту «а» части 2 статьи 282 УК России — «Возбуждение ненависти либо вражды, а равно унижение человеческого достоинства» посредством комментария в социальной сети. Поводом послужила публикация Шехтмана в Facebook от 15 августа, перепост сообщения о расстреле пленных украинцев в Донецке за несогласие дать интервью журналистам НТВ и Первого канала. Шехтман призвал к убийствам журналистов российских государственных СМИ, в том числе и фотографа МИА «Россия сегодня» Андрея Стенина, который погиб на Украине 6 августа 2014 года (на момент публикации записи Павлом Шехтманом судьба журналиста не была известна — в частности, предполагалось, что он задержан сотрудниками Службы безопасности Украины). Шехтман призвал:
«Украинцы! Надеюсь, вы не отпустите Стенина?! Надеюсь, вы пристрелите его? Убивайте всех этих блядей с разных НТВ и Первых каналов, убивайте, убивайте как бешеных собак!»
7 октября Шехтмана задержали. 8 октября судья Кунцевского райсуда Москвы отказалась удовлетворять ходатайство следствия об аресте активиста.
10 февраля 2015 года находившийся под подпиской о невыезде и надлежащем поведении Павел Шехтман был задержан в своём доме, 11 февраля ему был назначен домашний арест. 14 февраля стало известно, что Шехтман скрылся от следствия на территории Украины, где в 2020 году получил статус беженца. На украинской стороне границы был встречен российским участником Евромайдана Владимиром Малышевым.
Шехтман был внесён в России в «Перечень организаций и физических лиц, в отношении которых имеются сведения об их причастности к экстремистской деятельности или терроризму», опубликованный на сайте федеральной службы по финансовому мониторингу.
Участник русской Википедии, для которой написал множество статей по истории.

## Научные исследования
- Павел Шехтман. «Пламя давних пожаров» // Pro Armenia : журнал. — М., 1992—1993.